# Джадра-Кият (вакуф)
Джадра́-Кия́т (укр. Джадра-Кият, крымскотат. Cadra Qıyat, Джадра Къыят) — упразднённое село в Джанкойском районе Республики Крым, располагавшееся на западе района, присоединённое к Богемке.

## История
Судя по доступным историческим документам, деревня Джадра-Кият была образована в начале XX века, поскольку впервые встречается в Статистическом справочнике Таврической губернии 1915 года, согласно которому в деревне Джадра-Кият (вакуф) Богемской волости Перекопского уезда числилось 27 дворов (26 дворов с землёй, 1 — безземельный) с татарским населением в количестве 101 человека приписных жителей, из которых 64 мужчины и 37 женщин. Жители владели 300 десятинами удобной земли. В хозяйствах имелось 59 лошадей, 20 коров и 40 голов мелкого скота.
После установления в Крыму Советской власти, по постановлению Крымревкома от 8 января 1921 года № 206 «Об изменении административных границ» была упразднена волостная система и в составе Джанкойского уезда был создан Джанкойский район. В 1922 году уезды преобразовали в округа (на карте Крымского статистического управления 1922 года обозначены 2 отдельных селения: Джадра и Кият). 11 октября 1923 года, согласно постановлению ВЦИК, в административное деление Крымской АССР были внесены изменения, в результате которых округа были ликвидированы, основной административной единицей стал Джанкойский район и село включили в его состав. Согласно Списку населённых пунктов Крымской АССР по Всесоюзной переписи 17 декабря 1926 года, в селе Джадра-Кият, в составе упразднённого к 1940 году Джадра-Борлакского сельсовета Джанкойского района, числилось 34 двора, из них 32 крестьянских, население составляло 141 человек, из них 136 татар, 4 немцев и 1 русский. Видимо, присоединение к Богемке произошло в предвоенные годы, поскольку на километровой карте Генштаба Красной армии 1941 года одно село подписано двумя названиями — Богемка Джадра-Кият, а на двухкилометровке РККА 1942 года значится уже только Богемка.